# Simulium lassmanni
Simulium lassmanni är en tvåvingeart som beskrevs av Vergas och Martinez Palacios 1946. Simulium lassmanni ingår i släktet Simulium och familjen knott.
Artens utbredningsområde är Arizona. Inga underarter finns listade i Catalogue of Life.